# Mouse Maze
Mouse Maze est un jeu électronique de poche de type labyrinthe développé en 1987 par Yeno.

## Résumé
L'héroïne de Mouse Maze est une petite souris qui part en quête de fromage dans un immense dédale surveillé par un terrible chat dont le rôle est d’empêcher la souris de croquer les morceaux de fromage. Le fromage mangé rapporte 10 ou 20 points. Le score est visible dans l’angle supérieur droit de l’écran.

## Système de jeu
Grâce au pavé directionnel situé à droite de la console, il faut diriger la souris de façon qu’elle évite le félin. En cas de problème, deux jokers sont disponibles sous la forme d'une souris noire située sur la partie supérieure gauche : ils sont activables via un appui sur la touche "energize". Ce joker fait ainsi disparaître le chat 